# Cuneiforma asymetrica
Cuneiforma asymetrica är en mossdjursart som beskrevs av Jean-Loup d'Hondt och Schopf 1984. Cuneiforma asymetrica ingår i släktet Cuneiforma och familjen Bugulidae. Inga underarter finns listade i Catalogue of Life.